# Stenocereus treleasei
Stenocereus treleasei ist eine Pflanzenart aus der Gattung Stenocereus in der Familie der Kakteengewächse (Cactaceae). Das Artepitheton treleasei ehrt den US-amerikanischen Botaniker William Trelease. Ein spanischer Trivialname ist „Tunillo“.

## Beschreibung
Stenocereus treleasei wächst strauchig oder baumförmig mit einigen verzweigten Trieben oder ist unverzweigt und erreicht Wuchshöhen von 2 bis 4 Meter. Manchmal wird ein deutlicher Stamm ausgebildet. Die aufrechten, säulenförmigen, dunkelgrünen bis bläulich grünen Triebe weisen Durchmesser von bis zu 22 Zentimeter auf. Es sind 15 bis 20 stumpfe und etwas bogige Rippen vorhanden. Die Dornen lassen sich häufig nicht in Mittel- und Randdornen unterscheiden. Die ein bis vier Mitteldornen sind 4 bis 5 Zentimeter lang. Einer von ihnen ist länger als die übrigen. Die zehn bis 13 gelblichen Randdornen sind 5 bis 12 Millimeter lang.
Die röhrenförmigen, rosafarbenen Blüten erscheinen in der Nähe der Triebspitzen und öffnen sich in der Nacht. Sie sind 4 bis 5 Zentimeter lang. Die kugelförmigen, roten Früchte erreichen einen Durchmesser von bis zu 5 Zentimeter. Das Fruchtfleisch ist dunkelrot.

## Verbreitung, Systematik und Gefährdung
Stenocereus treleasei ist im mexikanischen Bundesstaat Oaxaca in Höhenlagen von 1.300 bis 1.800 m verbreitet.
Die Erstbeschreibung als Lemaireocereus treleasei erfolgte 1909 durch Joseph Nelson Rose. Curt Backeberg stellte die Art 1960 in die Gattung Stenocereus. Weitere nomenklatorische Synonyme sind Cereus treleasei (Rose) Vaupel (1913) und Rathbunia treleasei (Rose) P.V.Heath (1992).
In der Roten Liste gefährdeter Arten der IUCN wird die Art als „Least Concern (LC)“, d. h. als nicht gefährdet geführt.

## Nachweise